# Xã Nippenose, Quận Lycoming, Pennsylvania
Xã Nippenose (tiếng Anh: Nippenose Township) là một xã thuộc quận Lycoming, tiểu bang Pennsylvania, Hoa Kỳ. Năm 2010, dân số của xã này là 709 người.